# Moruga
Moruga là một chi nhện trong họ Barychelidae.

## Các loài
Các loài trong chi gồm:
- Moruga doddi Raven, 1994
- Moruga fuliginea (Thorell, 1881)
- Moruga heatherae Raven, 1994
- Moruga insularis Raven, 1994
- Moruga kimberleyi Raven, 1994
- Moruga thickthorni Raven, 1994
- Moruga thorsborneorum Raven, 1994
- Moruga wallaceae Raven, 1994